# شيخ أفتاب أحمد
شيخ أفتاب أحمد (بالإنجليزية: Sheikh Aftab Ahmed)‏ (25 أكتوبر 1944 - ) سياسي من باكستان. ينتمي إلى الرابطة الإسلامية الباكستانية (ن). تولى منصب عضو الدورة الرابعة عشر في الجمعية الوطنية في باكستان منذ 1 يونيو 2013. ووزير الشؤون البرلمانية لفترتين (21 مايو 2016 – 28 يوليو 2017) خلال حكومة نواز شريف الثالثة و(4 أغسطس 2017 – 31 مايو 2018) خلال حكومة عباسي.